# Mezinárodní velrybářská komise

členské státy Mezinárodní velrybářská komise

Mezinárodní velrybářská komise (The International Whaling Commission, IWC) je mezinárodní organizace založená na základě Mezinárodní konvence o regulaci lovu velryb (International Convention for the Regulation of Whaling, ICRW), která byla podepsána ve Washingtonu 2. prosince 1946.
V roce 1986 přijala IWC moratorium na komerční lov velryb, které platí dodnes. V roce 1994 vyhlásila IWC mezinárodní oblast Southern Ocean Whale Sanctuary.
Po vstupu do Evropské unie se členem IWC stala v roce 2005 i Česká republika.
Japonsko, tradiční významný spotřebitel velrybího masa, sice bylo členem organizace, ale velryby lovilo i přes moratorium dál pod záminkou vědeckých účelů a maso se tak i nadále dostávalo do restaurací. Odvolávalo se přitom na tradice, i když velká většina Japonců toto maso nejí. Na konci roku 2018 z organizace Japonsko vystoupilo a 1. července 2019 vypluly první lodě v rámci obnoveného komerčního lovu plejtváků malých.